# 沈家屯镇
沈家屯镇，是中华人民共和国河北省张家口桥西区下辖的一个行政建制镇，实际上由张家口经济开发区管辖。

## 行政区划
沈家屯镇下辖以下地区：
新盛社区、清河湾社区、沈家屯村、高家屯村、闫家屯村、四杰屯村、许家庄村、张家坊村、东辛庄村、陈家堡村、腰站堡村和下营屯村。